# Donald James Reece
Donald James Reece, né le 13 avril 1934 à Kingston (Jamaïque), est un prélat catholique jamaïcain, évêque de Saint John's-Basseterre de 1971 à 2011, puis archévêque de Kingston en Jamaïque de 2008 à 2011.